# Радиатор
Отоплително тяло (жарг. Радиатор) е тяло с голяма специфична повърхнина, обикновено метално, служещо за подобряване на топлообмена, най-често се използва за отдаване на топлина към околната среда. Топлината се предава чрез конвекция и топлинно излъчване (топлинна радиация, откъдето и идва името).

## Употреба
Специфичната повърхнина се изразява в това, че охладителните тела се проектират да бъдат максимално ефективни. Това означава да имат минимални размери, но същевременно да имат възможно най-голяма площ, за да може да се извършва по-добър топлообмен с околната среда. Това е необходимо, тъй като коефициентът на топлопредаване от страната на въздуха, особено при естествена конвекция, е много нисък. Затова радиаторите имат често пластини (ламели), ребра и др. от външната страна, в някои случаи, при по-високи топлинни потоци, се налага и принудително задвижване на въздуха с вентилатор.

### Начин на работа
Радиаторът може да бъде нагряван от циркулиращ през него флуид или чрез пряко топлопредаване от охлаждания обект. Намира приложение в електрониката, при двигатели с вътрешно горене, отоплителни инсталации и мн. др. Предпочитани материали за изработка на радиатори са алуминий и мед защото имат много добра топлопроводимост. Изработката на големи радиатори от такъв материал е прекалено скъпа и сложна обаче поради трудната обработка на медта. По тази причина се използва стомана или чугун, които имат по-лоша топлопроводимост, но цената им е много по-ниска от тази на другите два метала.

### Производство
В електрониката и при компютрите радиаторите се изработват задължително от мед или алуминий, защото топлината, която се отдава към тях идва от малка площ и най-често те работят на принципа на пряко топлопредаване (в тях няма циркулиращ флуид). Необходимо е тази топлина да бъде разсеяна максимално бързо, защото в противен случай охлажданият компонент има вероятност да дефектира.

## История
Всеизвестно е, че римляните са тези, които са измислили парното (не в днешния му вариант, разбира се), но проучвания показали, че радиаторът като такъв се появява за първи път през 1855 г. в тогавашната руска столица Санкт Петербург.
Изобретателят, етнически германец от италиански произход Франц Карлович Сан-Гали, нарича откритието си „гореща кутия“ и го патентова в Германия и САЩ.
- Радиатор
- Автомобилен радиатор (вентилаторът е демонтиран)
- Кондензатор на хладилник
- Кондензатор (климатична инсталация)
- Радиатор (CPU)
- Оребрена радиаторна повърхност
- Радиатор с вентилатор